# Sloni
Elephantidae je družina velikih rastlinojedih proboscidnih sesalcev, ki jih skupaj imenujemo sloni in mamuti. To so veliki kopenski sesalci z gobcem, spremenjenim v trobec in zobmi, spremenjenimi v okle. Večina rodov in vrst v družini je izumrla. Živita samo dva rodova, Loxodonta (afriški sloni) in Elephas (azijski sloni).
Družino je leta 1821 prvič opisal John Edward Gray, kasneje pa so jo uvrstili v taksonomske razrede v redu Proboscidea. Elephantidae so revidirali različni avtorji, da bi vključili ali izključili druge izumrle rodove proboscidean.

## Opis
Sloni se od bolj primitivnih rilčkov, kot so gomphotheres, ločijo po zobeh, ki imajo vzporedne lamele (homologne parom vrhov primitivnejših rilčkov), vezane s cementom, kar jim omogoča, da postanejo bolj hipzodontni (z visoko krono) in učinkovitejši pri uživanju trave.
- Zob Mammut americanum (Mammutidae)
- Molar Gomphotherium angustidens, trilophodont gomphothere
- Molar Anancus, tetralophodont gomphothere
- Molar sodobnega afriškega slona (Loxodonta africana)
- Zob Mammuthus sp.

## Klasifikacija
Znanstvena klasifikacija taksonov Elephantidae zajema obsežen zapis fosilnih vzorcev v več milijonih let, od katerih so nekateri obstajali do konca zadnje ledene dobe. Nekatere vrste so bile iztrebljene pred kratkim. Odkritje novih primerkov in predlagane kladistike so povzročile sistematične revizije družine in sorodnih proboscideanov.
Elephantide neuradno uvrščamo v družino slonov ali v paleobiološkem kontekstu kot slone in mamute. Domače ime slon se v prvi vrsti nanaša na žive taksone, sodobne slone, lahko pa tudi na različne izumrle vrste, tako znotraj te družine kot v drugih. Drugi člani Elephantidae, zlasti člani rodu Mammuthus, se običajno imenujejo mamuti.
Družina se je ločila od skupnega prednika mastodontov Mammutidae. Klasifikacija trobčarjev (proboscideans) je nestabilna in je bila pogosto revidirana.
Naslednji kladogram prikazuje umestitev rodu Mammuthus med druge trobčarje, ki temelji na študiji značilnosti hioidov iz leta 2007:
| Loxodontini         | Loxodonta (2 species) |
| (African elephants) | Loxodonta (2 species) |

| †Palaeoloxodontina | †Palaeoloxodon |
|                    | †Palaeoloxodon |

| Elephas           | (3~6 subspecies) |
| (Asian elephants) | (3~6 subspecies) |

| †Mammuthus |
| (Mammoths) |

| Elephas           | (3~6 subspecies) |
| (Asian elephants) | (3~6 subspecies) |

| †Mammuthus |
| (Mammoths) |

| †Palaeoloxodontina | †Palaeoloxodon |
|                    | †Palaeoloxodon |

| Elephas           | (3~6 subspecies) |
| (Asian elephants) | (3~6 subspecies) |

| †Mammuthus |
| (Mammoths) |

| Elephas           | (3~6 subspecies) |
| (Asian elephants) | (3~6 subspecies) |

| †Mammuthus |
| (Mammoths) |

| Loxodontini         | Loxodonta (2 species) |
| (African elephants) | Loxodonta (2 species) |

| †Palaeoloxodontina | †Palaeoloxodon |
|                    | †Palaeoloxodon |

| Elephas           | (3~6 subspecies) |
| (Asian elephants) | (3~6 subspecies) |

| †Mammuthus |
| (Mammoths) |

| Elephas           | (3~6 subspecies) |
| (Asian elephants) | (3~6 subspecies) |

| †Mammuthus |
| (Mammoths) |

| †Palaeoloxodontina | †Palaeoloxodon |
|                    | †Palaeoloxodon |

| Elephas           | (3~6 subspecies) |
| (Asian elephants) | (3~6 subspecies) |

| †Mammuthus |
| (Mammoths) |

| Elephas           | (3~6 subspecies) |
| (Asian elephants) | (3~6 subspecies) |

| †Mammuthus |
| (Mammoths) |

| Loxodontini         | Loxodonta (2 species) |
| (African elephants) | Loxodonta (2 species) |

| †Palaeoloxodontina | †Palaeoloxodon |
|                    | †Palaeoloxodon |

| Elephas           | (3~6 subspecies) |
| (Asian elephants) | (3~6 subspecies) |

| †Mammuthus |
| (Mammoths) |

| Elephas           | (3~6 subspecies) |
| (Asian elephants) | (3~6 subspecies) |

| †Mammuthus |
| (Mammoths) |

| †Palaeoloxodontina | †Palaeoloxodon |
|                    | †Palaeoloxodon |

| Elephas           | (3~6 subspecies) |
| (Asian elephants) | (3~6 subspecies) |

| †Mammuthus |
| (Mammoths) |

| Elephas           | (3~6 subspecies) |
| (Asian elephants) | (3~6 subspecies) |

| †Mammuthus |
| (Mammoths) |

| Loxodontini         | Loxodonta (2 species) |
| (African elephants) | Loxodonta (2 species) |

| †Palaeoloxodontina | †Palaeoloxodon |
|                    | †Palaeoloxodon |

| Elephas           | (3~6 subspecies) |
| (Asian elephants) | (3~6 subspecies) |

| †Mammuthus |
| (Mammoths) |

| Elephas           | (3~6 subspecies) |
| (Asian elephants) | (3~6 subspecies) |

| †Mammuthus |
| (Mammoths) |

| †Palaeoloxodontina | †Palaeoloxodon |
|                    | †Palaeoloxodon |

| Elephas           | (3~6 subspecies) |
| (Asian elephants) | (3~6 subspecies) |

| †Mammuthus |
| (Mammoths) |

| Elephas           | (3~6 subspecies) |
| (Asian elephants) | (3~6 subspecies) |

| †Mammuthus |
| (Mammoths) |

Vendar pa je študija mitohondrijske in jedrske DNK iz leta 2017 ugotovila, da je Palaeoloxodon bolj soroden Loxodonta (zlasti afriškemu gozdnemu slonu) kot pa Elephantini.
Sistematika živih podvrst in vrst sodobnih slonov je bila večkrat spremenjena. Seznam obstoječih Elephantidae vključuje:
- Elephantidae
  - Loxodonta (Afriški)
    - L. africana Afriški savanski slon
    - L. cyclotis Afriški gozdni slon

  - Elephas (Azijski)
    - E. maximus Azijski slon
      - E. m. maximus Šrilanški slon
      - E. m. indicus Indijski slon
      - E. m. sumatranus Sumatrski slon
      - E. m. borneensis Bornejski slon

### Izumrle vrste
- Elephantidae
  - †Stegotetrabelodon
    - S. syrticus
    - S. orbus
    - S. lybicus
    - S. emiratus

  - Poddružina Elephantinae
    - †Primelephas
      - P. gomphotheroides
      - P. korotorensis

    - Elephas
      - †E.beyeri
      - †E. celebensis
      - †E. ekorensis
      - †E. hysudricus
      - †E. hysudrindicus
      - †E. iolensis
      - †El. platycephalus

    - Afriški slon
      - †L. adaurora
      - †L. atlantica
      - †L. exoptata
      - †L. cookei

    - †Palaeoloxodon
      - P. recki
      - P. antiquus
      - P. namadicus
      - P. naumanni
      - P. creutzburgi
      - P. xylophagou
      - P. cypriotes
      - P. lomolinoi
      - P. tiliensis
      - P. mnaidriensis
      - P. falconeri

    - †Mamut
      - M. africanavus
      - M. columbi
      - M. creticus
      - M. exilis
      - M. lamarmorai
      - M. meridionalis
      - M. primigenius
      - M. rumanus
      - M. subplanifrons
      - M. trogontherii

    - Possibly †Stegodibelodon
      - St. schneideri

## Evolucijska zgodovina
Domneva se, da so se sloni razvili iz afriške vrste tetralophodont gomphothere Tetralophodon. Najzgodnejši člani družine so znani iz poznega miocena, pred približno 9-10 milijoni let. Medtem ko so zgodnji člani Elephantidae imeli nižje okle, so bili ti izgubljeni pri kasnejših članih. Sodobni rodovi slonov in mamutov so se do konca miocena ločili drug od drugega. Sloni so se začeli seliti iz Afrike v pliocenu, mamuti in sloni pa so prispeli v Evrazijo pred približno 3,8-3 milijoni let. Pred približno 1,5 milijona let so se mamuti preselili v Severno Ameriko. Ob koncu zgodnjega pleistocena, pred približno 0,8 milijona let, se je Palaeoloxodon preselil iz Afrike in postal zelo razširjen po Evraziji. Palaeoloxodon in Mammuthus sta izumrla v poznem pleistocenu-holocenu, zadnja populacija mamutov pa je na Wranglovem otoku obstajala do pred približno 4000 leti.